# ناحیه ایباندا
ناحیه ایباندا (به لاتین: Ibanda District) یک منطقهٔ مسکونی در اوگاندا است که در استان غربی، اوگاندا واقع شده‌است. ناحیه ایباندا ۹۶۴٫۸ کیلومتر مربع مساحت و ۲۵۵٬۵۰۰ نفر جمعیت دارد.